# Birkenwald
Birkenwald era una comuna francesa situada en el departamento de Bajo Rin, de la región de Gran Este, que el 1 de enero de 2016 pasó a ser una comuna delegada de la comuna nueva de Sommerau al fusionarse con las comunas de Allenwiller, Salenthal y Singrist.

## Demografía
| Gráfica de evolución demográfica de Birkenwald entre 1800 y 2013 |
|                                                                  |

Los datos demográficos contemplados en este gráfico de la comuna de Birkenwald se han cogido de 1800 a 1999 de la página francesa EHESS/Cassini, y los demás datos de la página del INSEE.